# 市桥大桥
市桥大桥为广州市首座横跨市桥河南北的桥梁，是市桥地区往南通往沙田地区(现南沙及番禺桥南街以南的地区)的第一座大桥，同时是横跨市桥河道市桥段的第一座跨河大桥，用以接连市桥水道南北两岸的枢纽桥梁。其建桥地点为市桥河道最窄处，大桥全长294.12米，两岸引道各90米，于1978年建成。

## 历史
大桥于1978年建成，1980年10月1日建成开放。2022年8月，大桥将会拆除重建，工程预计在2024年4月完成，届时大桥设计时速会维持在40km/h，同时会增加声屏障，以及南北方向的上桥段将增设引桥。